# 乌尔什
乌尔什（法語：Oulches，法語發音：[ulʃ]）是法国安德尔省的一个市镇，属于勒布朗区。

## 地理
乌尔什（46°36'55"N, 1°17'50"E）面积43.36 平方千米，位于法国中央-卢瓦尔河谷大区安德尔省，该省份为法国中部省份，北起卢瓦-谢尔省，西北接安德尔-卢瓦尔省，西南接维埃纳省，南至克勒兹省和上维埃纳省，东临谢尔省。
与乌尔什接壤的市镇（或旧市镇、城区）包括：沙莱、希特赖、锡龙、吕兹雷、普里萨克、里瓦雷讷。

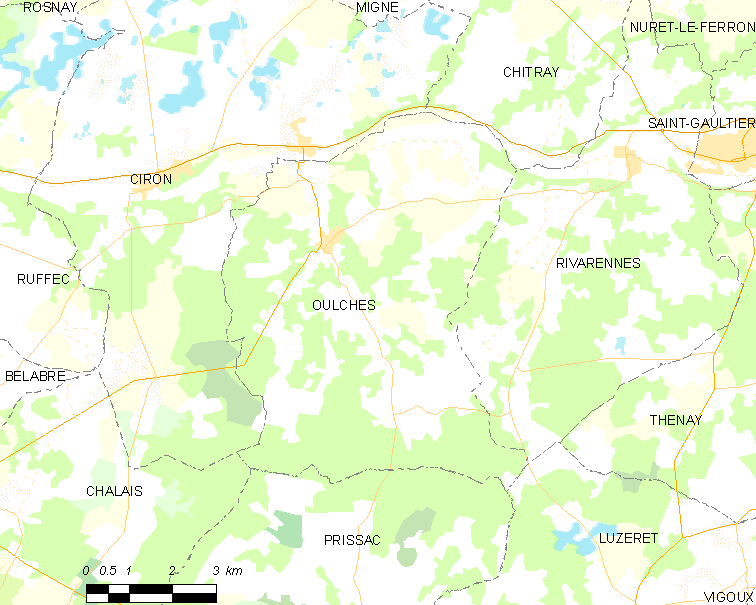
乌尔什的OSM定位图

乌尔什的时区为UTC+01:00、UTC+02:00（夏令时）。

## 行政
乌尔什的邮政编码为36800，INSEE市镇编码为36148。

## 政治
乌尔什所属的省级选区为圣戈捷县。

## 人口

1962-2008年间乌尔什人口变化图示

乌尔什于2022年1月1日时的人口数量为420人。